# Política de Somalia
La política de Somalia ha ido a través de muchos periodos de cambios. Después del inicio de la guerra civil y el colapso del régimen Siad Barre a inicios de la década de 1990, los somalíes han preferido desarrollar procesos de resolución de conflictos, los cuales consisten en leyes civiles, leyes religiosas y leyes consuetudinarias. Unas pequeñas regiones autónomas, incluyendo las administraciones de Somalilandia, Puntland y Galmudug, emergieron en el norte fortaleciendo el proceso de descentralización. A inicios de los 2000, se observó la creación de administraciones federales provisionales del novato. El Gobierno Nacional de Transición (TNG por sus siglas en inglés) fue establecido en 2000 seguido de la formación de sal Intelligence Agency|title=Somalia|work=The World Factbook|publisher=Central Intelligence Agency|location=Langley, Virginia|year=2011|url=https://www.cia.gov/library/publications/the-world-factbook/geos/so.html%7Caccessdate=5 de octubre de 2011|fechaarchivo=1 de julio de 2016|urlarchivo=https://web.archive.org/web/20160701194614/https://www.cia.gov/library/publications/the-world-factbook/geos/so.html%7Cdeadurl=yes}}</ref> En 2006, el TFG, asistió a las tropas etíopes para asumir el control de la mayoría de las zonas del conflicto en el sudeste de esa nación, causado por la organización de formación nueva (La Unión de las Cortes Islámicas (ICU por sus siglas en inglés). La ICU se dividió después en subgrupos mucho más radicales como Al-Shabaab, que combatió con el TFG y sus aliados AMISOM por el control de la región, con los insurgentes perdiendo la mayoría de los territorios que habían conseguido a mediados del 2012. De 2011-2012 se lanzó un mapa de caminos de procesos políticos que proveía las bases del establecimiento de instituciones permanentes y democráticas. Dentro del sistema administrativo, se aprobó una nueva Constitución en agosto de 2012 la cual establecía a Somalia como una federación[3] Después del término del mandato interino de la TGF, en el mismo mes, se formó el Gobierno Federal de Somalia, el primer gobierno central en el país después de la guerra civil. La nación ha experimentado un periodo intenso de reconstrucción, particularmente en la capital, Mogadiscio.

## Historia Política

### Instituciones Federales de Transición
El Gobierno Federal de Transición (TFG) fue reconocido internacionalmente como el gobierno de Somalia hasta el 20 de agosto de 2012, cuando terminó oficialmente la ocupación. Fue establecido como una de las instituciones federales .[4] Fue declarado como una de las Instituciones Federales de Transición (TFI por sus siglas en inglés) y fue considerado como un gobierno de la Declaración Federal de Transición adoptada en noviembre del 2004 por el Parlamento Federal de Transición.
El Gobierno Federal de Transición tomó oficialmente el poder ejecutivo de la nación, y utilizó al TFP para que se hiker cargo del poder legislativo. El gobierno estaba encabezado por el presidente de Somalia, a quien se le reportaba las actividades del gabinete a través del primer ministro. Sin embargo, era común referirse a los tres poderes de la nación como uno solo.

### La unión de las Cortes Islámicas y la intervención de Etiopía

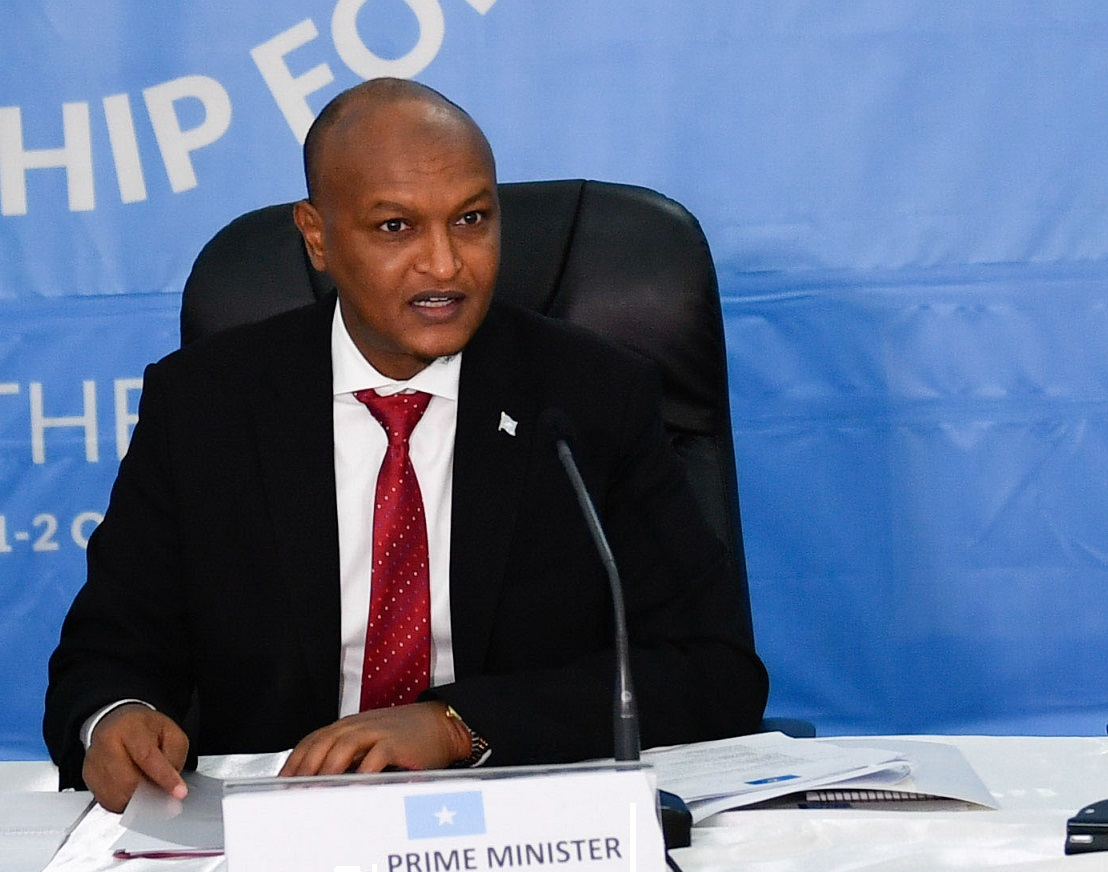
Mahdi Gulaid

En 2006, la Unión de Cortes Islámica (UCI), una organización islamita, asumió el control de una gran parte del sudeste del país e impuso la ley de Sharia. En ese momento el Gobierno Federal de Transición buscó restablecer su autoridad, y con la ayuda de las tropas de Etiopía, de los pacificadores de la Unión Africana y aopoyo aéreo de los Estados Unidos, sobrellevaron la avanzada de la UCI y solidificaron su administración.
El 8 de enero de 2007, después de la batalla de Ras Kamboni, el presidente y fundador del TFG, Abdullahi Yusuf Ahmed, un excoronel del ejército somalí condecorado como héroe de guerra, entró en Mogadiscio por primera vez desde que fue elegido para el puesto. El gobierno se reposicionó a una Villa Somalí en la capital desde su locación pasada en Baidoa. Esto marcó la primera vez que el gobierno federal controlaba la mayor parte del país desde la caída del régimen de Siad Barre en 1991.
Después de su derrota, la UCI se dividió en diferentes fracciones. Algunas de las más radicales incluyen Al-Shabaab, la cual se reagrupó para continuar la insurgencia en contra del TFG y que se oponía a la presencia del ejército etíope en Somalia. De 2007 a 2008,  Al-Shabaab consiguió victorias militares, consiguiendo control en ciudades claves y puertos tanto en el centro como en el sudeste de Somalia. Al final del 2008, el grupo tomó control de Baidoa pero no de Mogadiscio. Para enero de 2009, Al-Shabaab y otras milicias consiguieron que el ejército Etíope retrocediera, dejando atrás una fuerza poco equipada de los observadores de paz de la Unión Africana que asistía a las tropas del Gobierno Federal de Transición.
Debido a la falta de recursos económicos y recursos humanos, y al embargo de armas hicieron difícil restablecer las fuerzas de seguridad, aunado a la indiferencia internacional, el presidente Yusuf se vio en la necesidad de desplazar a sus tropas de Puntland a Mogadiscio para sostener la batalla en contra de los ejércitos insurgentes en la parte sur del país. El financiamiento para estos movimientos fue dado por el gobierno de las regiones autónomas. Esto llevó a una mínima ganancia para la seguridad de Punutland, ya que fue mucho más vulnerable a la piratería y ataques terroristas.
El 29 de diciembre de 2008, Abdullahi Yusuf Ahmed anunció su renuncia como Presidente de Somalia antes de la reunión parlamentaria en Baidoa. En su discurso, que fue transmitido por radio nacional, Yusuf se lamentó por el fracaso en terminar el conflicto de 17 años. También culpó a la comunidad internacional por el fracaso de su gobierno, y dio que el vocero del parlamento lo sucedería en el puesto de acuerdo con el Tratado del Gobierno Federal de Transición.

### Gobierno de Coalición

La bandera de guerra de Al-Shabaab, un grupo islamista que declaró la guerra contra el gobierno federal.

Entre el 31 de mayo y el 8 de junio de 2008, los representantes del gobierno federal de Somalia y el grupo Islamista de la Alianza para la re-liberación de Somalia,(ARS por sus siglas en inglés) tuvieron pláticas de paz en Yibuti moderado por el entonces Enviado Especial de las Naciones Unidas a Somalia, Ahmedou Ould-Abdallah. La conferencia terminó con la firma de un acuerdo de las retiradas de las tropas etíopes a cambio del cese al fuego. Subsecuentemente, el Parlamento fue extendido a 550 asientos para acomodar a miembros de la ARS, que posteriormente eligieron a   Sheikh Sharif Sheikh Ahmed, como el jefe de la ARS. El presidente Sharif nombró a Omar Abdirashid Ali Sharmarke, el hijo del expresidente Abdirashid Ali Sharmarke, como el nuevo primer ministro.

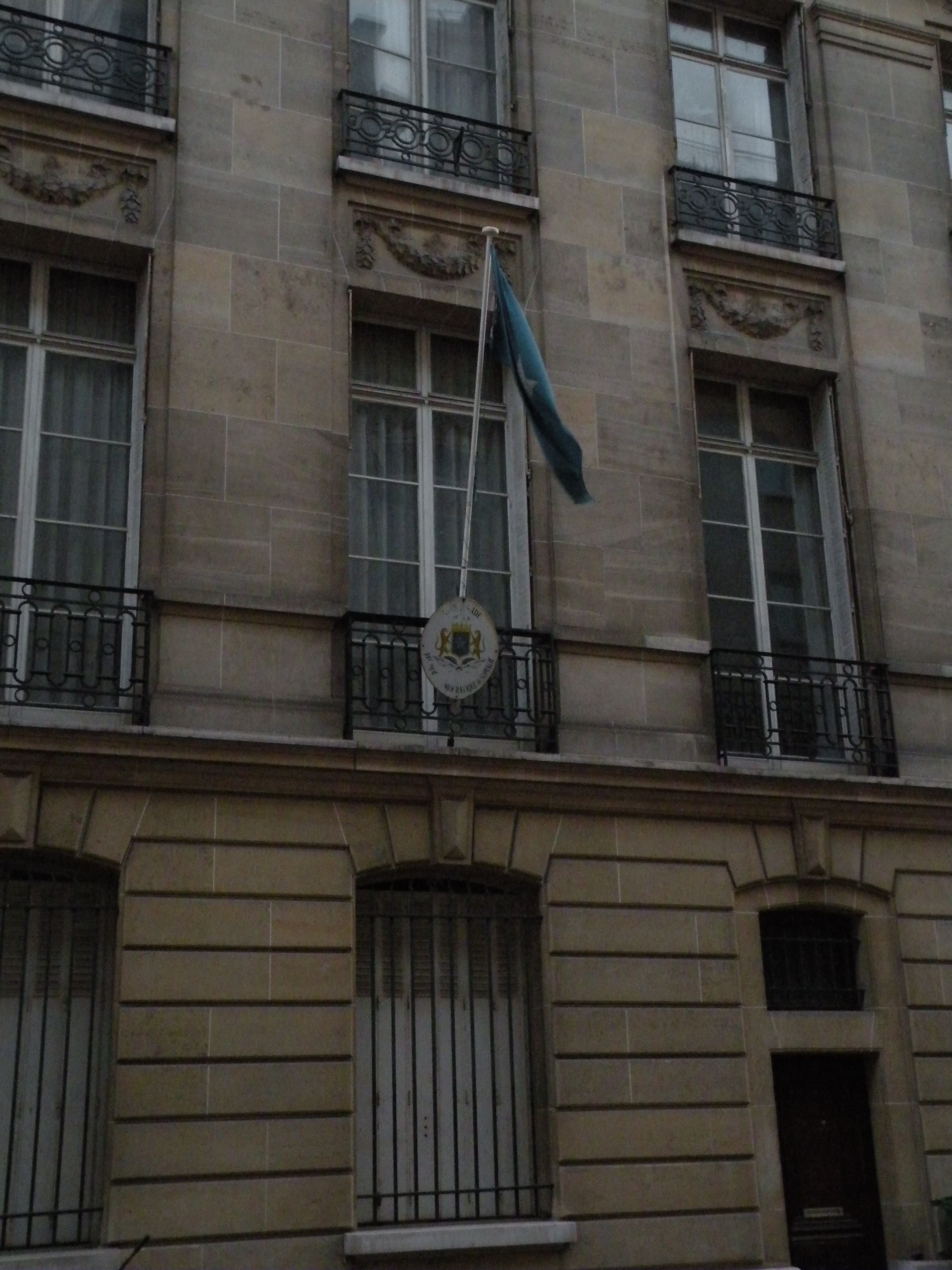
Embajada de Somalia en París, Francia.

Con la ayuda de un pequeño número de tropas de la Unión Africana, la coalición del gobierno comenzó una contra⁠ofensiva en febrero de 2009 para asumir el control total de la parte sur del país. Para solidificar su poder, el TFG formó una alianza con la Unión de las Cortes Islámicas, otros miembros de la ARS, y Ahlu Sunna Waljama'a, una milicia moderada Sufí. Además, Al-Shabaab y el Grupo Islámico Hizbul, los dos grupos islámicos de oposición más importantes, comenzaron una lucha entre ellos mismos a mediados del 2009.
Como una tregua, en marzo de 2009, el gobierno de coalición de Somalia anunció que re-implementaría el sistema Shari'a como el sistema judicial oficial de la nación. Sin embargo, el conflicto continuó en las regiones centrales y del sur del país. En unos meses, el gobierno de coalición pasó de tener el control de cerca del 70% de las zonas en conflicto de la parte centro-sur, territorio que había sido heredado del mandato de Yusuf , a perder el control de alrededor del 80% del territorio en disputa por los insurgentes islámicos.
Durante la pequeña permanencia en el poder del gobierno de coalición, Somalia encabezó el índice de Estados Fallidos del Fondo para la Paz, por tres años consecutivos. En 2009 Transparency International ubicó al país en la última posición en el índice de Percepción de la Corrupción. (CPI), una medida que tiene como objetivo mostrar la prevalencia de la corrupción en el sector público de cada país. A mediados de 2010, el Instituto para la Economía y la Paz también ubicó a Somalia en las últimas posiciones en la escala entre Irak que se encontraba afligido por la guerra y Afganistán, en el índice Mundial de la Paz. Durante el mismo periodo el Grupo de Monitoreo de las Naciones Unidas, publicó un reporte que establecía que las fuerzas de seguridad del gobierno de Somalia eran inefectivas y corruptas, y que más de la mitas de la ayuda en alimentos para las regiones en conflicto stab siendo desviada. También acusó a algunos oficiales de Somalia de colaborar con piratas, algunos contratistas de las Naciones Unidas en ayudar a los insurgentes y al gobierno de Eritrea de aún ayudar a los grupos rebeldes del sur de Somalia a pesar de las sanciones impuestas anteriormente. El gobierno de Somalia, los empresarios locales, así como las Naciones Unidas y el gobierno de Eritrea rechazaron de forma unánime lo establecido en el reporte.

Bandera de Somalilandia, un estado sin reconocimiento auto declarado como soberano que fue reconocido internacionalmente como una región autónoma de Somalia.

En 2010, se dio a conocer un reporte que unía al gobierno seccionista del noroeste de Somalilandia con los extremistas Islámicos que están actualmente en disputa contra el Gobierno Federal de Transición y sus aliados de la Unión Africana. Garowe Online reportó en octubre de 2015 que se creía que Mohamed Said Atom, un contrabandista de armas, estaba aliado con Al-Shabaab y quien estaba en las listas de buscados por Estados Unidos y las ONU, estaba escondido a las afueras de Somalilandia justo después de haber sido perseguido por las autoridades regionales de Puntland por su papel en los asesinatos intelectuales de algunos funcionarios de Puntland así como la explosión de algunas bombas. Algunos de los seguidores de Atom se reportaron de recibir atención médica en la región, tras haber sido heridos por personal de seguridad de Puntland en operaciones contra-terroristas en las montañas de Galgala.
De acuerdo con los documentos de Puntland, el gobierno de la región de Somalia Riyalegen 2006 ofreció apoyo económico y asistencia militar a los hombres de Atom como parte de una campaña para desestabilizar territorios autónomos a través de agentes proxy y para distraer la atención de los intentos del Gobierno de Somalia para ocupar los territorios en disputa en la provincia de Sool. La Agencia de Inteligencia de Puntland  (AIP), una organización encubierta que estaba apoyada y entrenada por agencias contra el terrorismo de Estados Unidos con base en Yibuti, también estableció que más de 70 soldados asalariados de Somalilandia había peleado a la par de los hombres de Atom durante la operación en Galgala, incluyendo a un oficial de inteligencia de Somalilandia quien murió en el campo de batalla. El siguiente mes, el gobierno Putland generó una conferencia de prensa acusando a la entonces administración de Somalilandia de dar refugio a Atom y por sus intentos de revivir los remanentes de su milicia. Algunos de los comandantes en el grupo Al-Shabaab, incluyendo el exlíder Ahmed Abdi Godane ("Moktar Ali Zubeyr"), se reportan que vinieron de la región de Somalilandia, y citando lo que Godane decía acerca de los insurgentes de Al Shabaab que ellos  "no debería interferir en la región de Somalilandia hasta que Puntland se desestabilizara."

### Reformas
El gobierno de coalición de Somalia, promulgó una gran cantidad de reformas políticas desde que tomó el poder en 2009, haciendo énfasis en la transparencia y la contabilidad. Uno de los primeros cambios fue asegurar que todas las agencias gubernamentales, que se habían distribuido por numerosas regiones en el país, no tuvieran base en Mogadiscio, la capital de la nación. El Banco Central de Somalia fue también reubicado y restablecido, y se puso en marcha un plan nacional, así como una comisión anticorrupción efectiva En julio de 2009, El Gobierno Federal de Transición de Somalia contrató servicios profesionales internacionales de la empresa Pricewaterhousecoopers para monitorear los recursos al desarrollo y los servicios a través del monitoreo contable Mogadiscio para los sectores de seguridad, la salud y educación. Esto se siguió en noviembre del mismo año con un acuerdo de $2 millones entre el gobierno y el Banco para el Desarrollo Africano (BpDA), lo cual significó la re-inclusión de Somalia con el BpDA después de casi dos décadas de ser interrumpido. Los créditos tuvieron el propósito de proveer de apoyo financiero y técnico; específicamente para desarrollar un fundamento legal para las instituciones fiscales y monetarias y capacidad de recursos humanos y de capacidades para construir, así como establecer sistemas financieros públicos que fueran transparentes.
De manera similar, la nueva administración de la región autónoma de Puntland, que tomó el poder a principios de 2009, ha implementado numerosas reformas para promover la expansión y el mejoramiento en los sectores seguridad y poder judicial. Según Garowe Online, para mejorar el sistema judicial de la región, se requiere que se contraten y capaciten un gran número de fiscales, jueces y demás personal de la corte así como guardias de prisión. En julio de 2010, el Consejo de Ministros de Puntland aprobó una nueva ley antiterrorismo para manejar de una manera más eficiente los terroristas sospechosos y sus cómplices; se espera que se establezca una corte especial en la región en donde existan cortes criminales para facilitar esta tarea. Se estableció un sistema financiero transparente y basado en el presupuesto federal, el cual ayudó a incrementar la confianza pública en el gobierno. Adicionalmente, se bosquejó una nueva constitución regional que fue aprobada el 15 de junio de 2009, que se cree que representa un gran paso hacia la introducción de un sistema político multi-partido a la región por primera vez; dicha forma de gobierno ya existía en la región adyacente de Somalilandia . Se pusieron en marcha otras reformas en los sectores sociales, particularmente en las áreas de educación y salud. El gobierno de la región contrató más especialistas de salud y profesores, con el propósito de mejorar y renovar escuelas y hospitales. Una de las reformas más significativas propuestas por el gobierno de ese momento de Puntland fue el lanzamiento en mayo de 2009 de la Agencia de Puntland para el Bienestar Social (APDS), la primera organización de esta naturaleza en la historia de Somalia. La agencia provee asistencia médica y educativa para grupos vulnerables y personas en orfanatos, discapacitados y ciegos. La APDS es vigilada por un comité de directores, el cual consiste en académicos (ulema), empresarios, intelectuales y ancianos tradicionales.

### Gobierno de 2010-2012
El 14 de octubre de 2010, el diplomático Abdullahi Mohamed (Farmajo) fue nombrado el primer ministro de Somalia. El ex primer ministro Premier Omar Abdirashid Ali Sharmarke había renunciado el mes anterior después de una discusión con el presidente Sharif en relación con un bosquejo de la constitución.

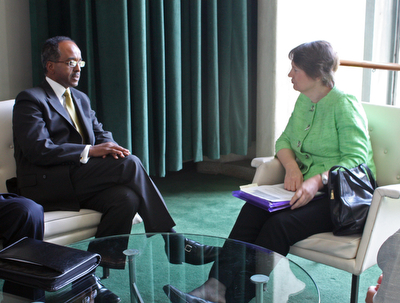
Ministro de Relaciones Exteriores de Somalia Mohamed Abdullahi Omaar en una reunión con la Administradora del Helen Clark y otros diplomáticos en las oficinas de la ONU en Nueva York.

Haciendo uso de la Constitución del Gobierno Federal de Transición de la República de Somalia, el primer ministro Minister Mohamed nombró un nuevo gabinete el 12 de noviembre de 2010,  que fue approved también por la comunidad internacional.  Como se herb esperado, las posiciones en los ministerios fueron reducidas significativamente de 39 a 18. .  Sólo dos Ministros del gabinete previo fueron re-contratados:  Hussein Abdi Halane, el exministro de Finanzas (Finanzas y el Tesoro) y Mohamud Abdi Ibrahim (Comercio e Industria). Ahlu Sunna Waljama'a, una personaje clave en el grupo Sufí y un importante aliado militar del GFT, fue nombrado ministro de Gobernación y Trabajo. Los puestos restantes de otros ministerios neuron asignados a tecnócratas que eran nuevos en el juego de la política de Somalia.
Se solicitó a algunos miembros de la Comisión Constitucional Independiente que apoyaron a los abogados constitucionales de Somalia, los cuales eran académicos religiosos y expertos en la cultura de Somalia a lo largo de todo el país, por lo que eran pieza clave en las tareas del Gobierno de Transición. Además, se enviaron delegados nacionales de alto nivel para distender las tensiones relacionadas con ciertos clanes en varias regiones. De acuerdo con el primer ministro de Somalia, para aumentar la transparencia, los ministros del gabinete declararon su patrimonio y firmaron un código de ética.
Se estableció una comisión anticorrupción con el poder de llevar a cabo investigaciones y de evaluar las decisiones gubernamentales as como los protocolos para monitorear de una mejor manera las actividades de los funcionarios públicos. Además, se eliminaron todos los viajes que no eran prioritarios y todos los viajes que los ministros hacían debían ser aprobados por el primer ministro. Se delineó un presupuesto para los gastos federales de 2011, el cualfue aprobado por el parlamento, priorizando el pago a los empleados del gobierno. Además se puso en marcha una auditor completa a las propiedades y los vehículos de los funcionarios públicos.  En el frente de guerra, el nuevo gobierno y sus aliados de la AMISOM pudieron obtener el control de Mogadiscio en agosto de 2011. De acuerdo con la Unión Africana y el primer ministro Mohamed, con el incremento en las fuerzas de las tropas la velocidad para recuperar los territorios ocupados puede acelerarse.
En junio de 2011, Mohamed Abdullahi Mohamed renunció de su posición de primer ministro de Somalia. Parte de las condiciones del controvertido acuerdo de Kampala, el cual extendía los mandatos del Presidente, el Vocero del Parlamento y de los Diputados hasta agosto de 2012. Abdiweli Mohamed Ali, el exministro de Mohamed de Planeación y Cooperación Internacional, fue nombrado después primer ministro permanente.

### Escenario después de la Transición

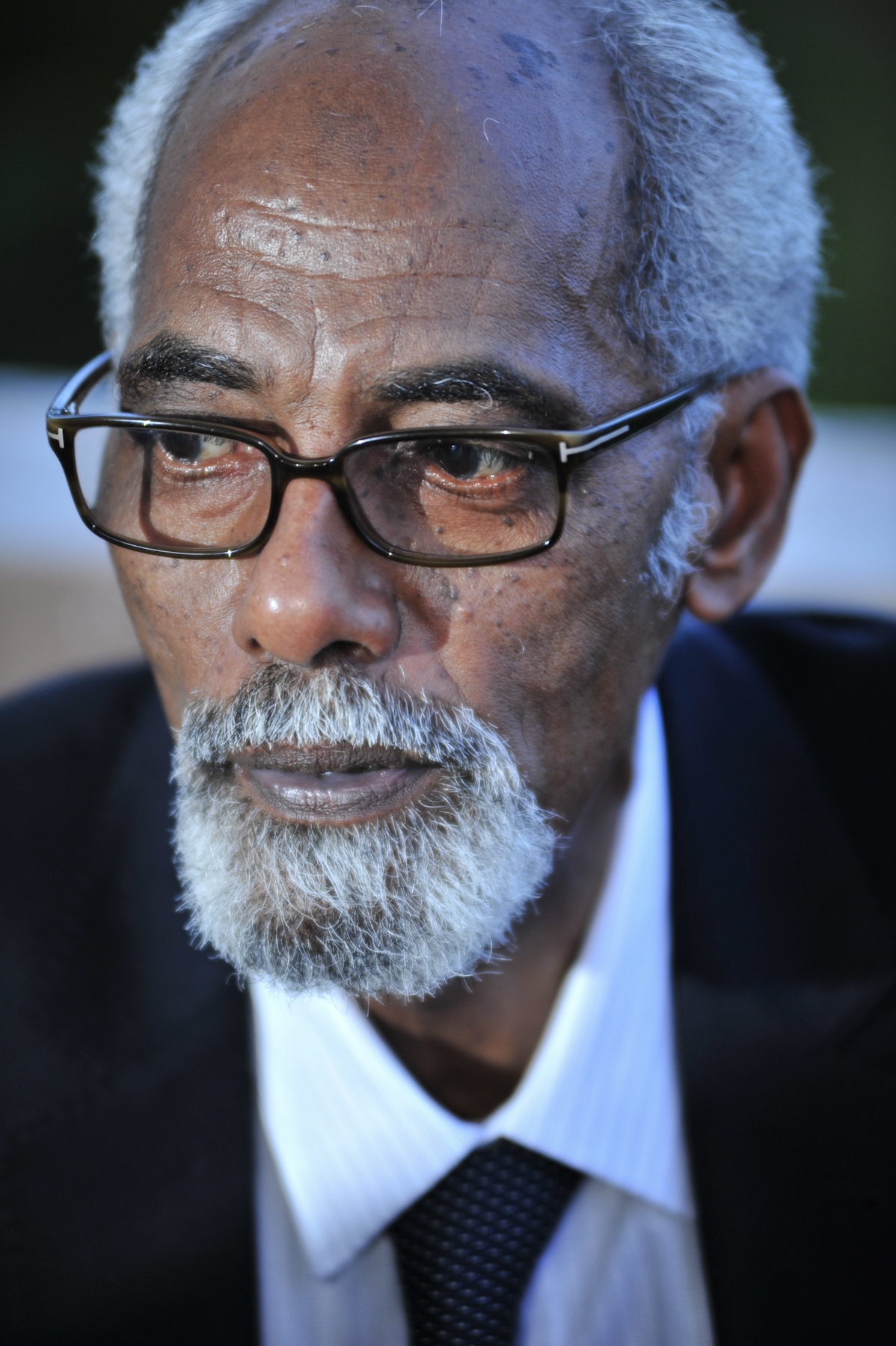
Mohamed Osman Jawari, Vocero del Parlamento Federal.

Como parte del plan oficial de "El camino para el Final de la Transición", el cual fue un proceso político que proveía una serie de instrucciones para el establecimiento de instituciones democráticas permanentes en Somalia a finales de agosto de 2012, , los oficiales del gobierno de Somalia se reunieron el noreste de la ciudad de Garowe en febrero de 2012 para discutir los acuerdos post-transicionales. Después de deliberaciones extensas llevadas a cabo por actores regionales y observadores internacionales, la conferencia culminó con la firma de un acuerdo entre el GFT y su presidente Sharif Sheikh Ahmed, el primer ministro Abdiweli Mohamed Ali, el Vocero del Parlamento Sharif Adan Sharif Hassan, el presidente de Puntland Abdirahman Mohamed Farole, el presidente de Galmudug Mohamed Ahmed Alim y el representante deAhlu Sunnah Wal Jama'a,  Khalif Abdulkadir Noor. En dicho acuerdo se estipulaba a) un nuevo parlamento bicameral con 225 que cnsistía de una cámara alta con 54 senadores así como una cámara baja; b) que 30% de la Asamblea Constitutiva estuviera representada por mujeres; c) el presidente debía ser elegido por elecciones constitucionales; d) el primer ministro debía ser elegido por el presidente y él o ella nombraría a su gabinete. El 23 de junio de 2012, los líderes federales y religiosos de Somalia se reunieron y aprobaron un bosquejo de constitución después de varios días de deliberación. La Asamblea Nacional Constituyente aprobó la constitución el 1 de agosto, con 96% votos a favor de los 645 delegados presentes, 2% en contra y 2% abstenciones. Para que esta se lleve a efecto, debe ser ratificada por el nuevo parlamento.
Tras la culminación del mandato interino del GFT el 20 de agosto de 2012, se inauguró el Parlamento Federal de Somalia, que continuaría el trabajo del Gobierno Federal de Somalia, el primer gobierno central en el país desde el inicio del a guerra civil. El 10 de septiembre de 2012, el parlamento eligió a Hassan Sheikh Mohamud como el nuevo Presidente de Somalia. El Presidente Mohamud nombró posteriormente a Abdi Farah Shirdon como primer ministro el 6 de octubre de 2012. El 4 de noviembre de 2012, numb un nuevo gabinete,  que fue ratificado por el poder legislativo el 13 de noviembre de 2012.

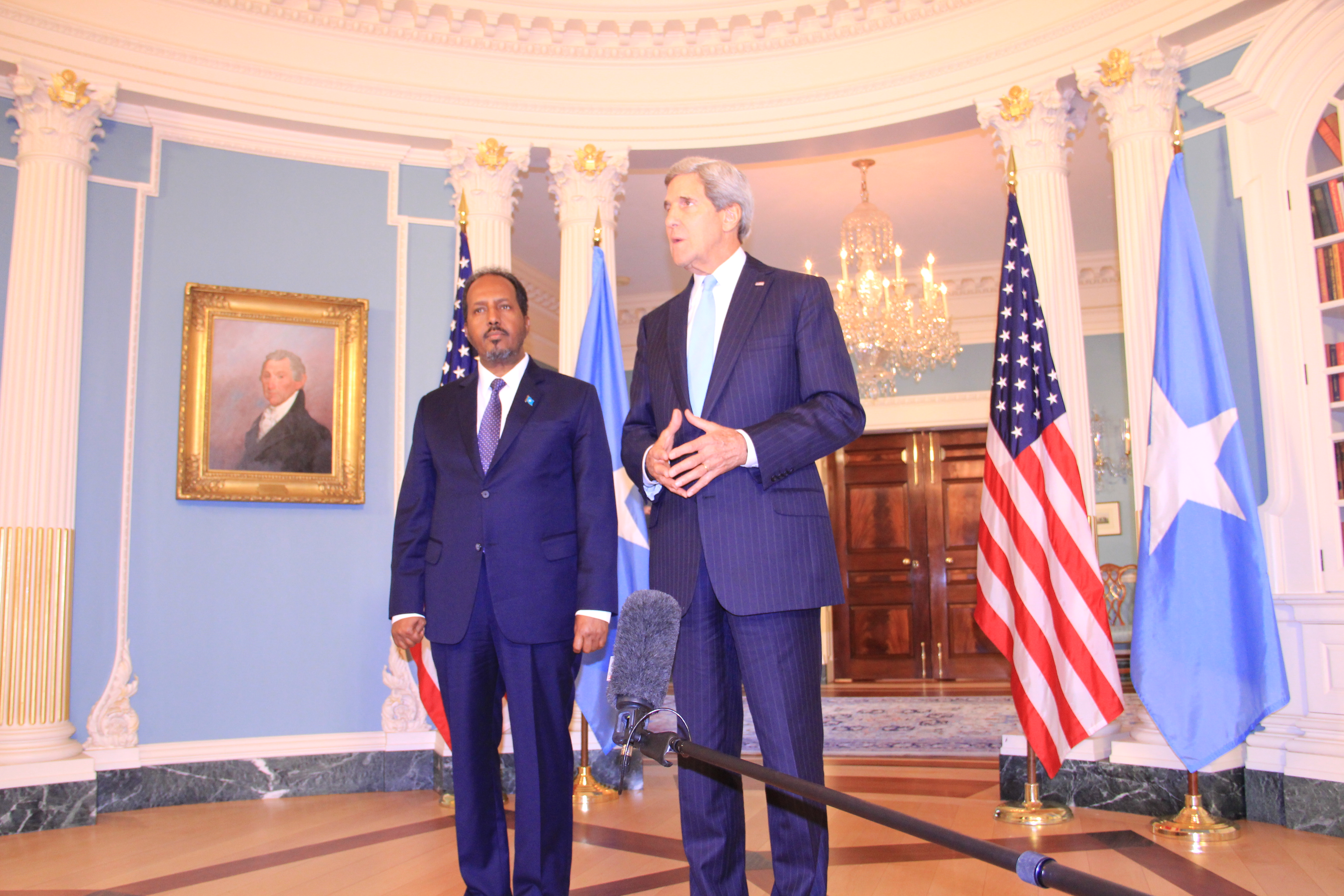
Presidente de Somalia Hassan Sheikh Mohamud con el Secretario de Estado de Estados Unidos John Kerry en el Departamento de estado (septiembre de 2013).

A petición de las autoridades federales, el Consejo de Seguridad de las Naciones Unidas aprueba de manera unánime la Resolución 2093 el 6 de marzo de 2013 para suspender el embargo de 21 años de armas impuesto a Somalia, el castigo más viejo de esa naturaleza. La aprobación oficial llevó a la compra de armas de fuego por un año, sin embargo siguen algunas restricciones en el comercio de armas largas. La derogación está programada para 2014.
En noviembre de 2013, el presidente Mohamud solicitó al primer ministro Shirdon su renuncia bajo el argumento de que su trabajo era inefectivo. Se reportó que el presidente Mohamud actuaba bajo el asesoramiento del Ministro de Gobernación, Farah Abdulkadir. El 12 de noviembre de 2013, Shirdon confirmó que había disputas entre el y el presidente, pero estableció que la renuncia fue constitucional y no por razones políticas. Además estableció que este asunto debía ser resuelto por el parlamento.  De acuerdo con Mohamed Abdi Yusuf, las riñas entre Mohamud y Shirdon se debieron a las discusiones sobre los mecanismos constitucionales y de quiénes ocuparían los puestos en el gabinete. El 24 de noviembre de 2013, 168 miembros del parlamento que siguieron al exvocero del Parlamento del GFT Sharif Hassan Sheikh Adan, realizaron un documento que fue introducido al parlamento, que establecía una oposición directa en contra de la administración del primer ministro Shirdon . Se llevó un voto de confianza parlamentario en contra de Shirdon el 2 de diciembre de 2013. El vocero del Parlamento Mohamed Osman Jawari anunció de manera subsecuente que 184 de los miembros permanentes del parlamento votaron en contra de Shirdon, mientras que 65 legisladores votaron para dejarlo en su cargo. El 5 de diciembre de 2013, Shirdon id a concert un comunicado en el que decía que él y su gabinete aceptaban la decisión del legislativo. El representante especial de la ONU en Somalia, Nicholas Kay reconoció al primer ministro de ese tiempo, haciendo notar que Shirdon fracasó en promover el crecimiento y el progreso, y fue una parte fundamental en el establecimiento del Nuevo Acuerdo entre Somalia y sus aliados internacionales. También solicitó a los legisladores en adherirse a las reglas de procedimiento durante la votación, solicitándoles que trabajen de manera constructiva con las administraciones posteriores. El 12 de diciembre de 2013, el presidente Mohamud nombró a Abdiweli Sheikh Ahmed como el primer ministro . El 17 de enero de 2014, Ahmed nombró un nuevo y más grande gabinete que consistía de 25 ministros, con sólo dos ministros de la administración de Shirdon. El Parlamento después aprobó el gabinete el 21 de enero de 2014.
En octubre de 2014, el primer ministro Ahmed hizo cambios menores en el gabinete, lo que el presidente Mohamud rechazó rotundamente. Estos roces terminaron el 6 de diciembre, cuando el parlamento llevó a cabo una votación de confianza vis-vis del primer ministro y de su Gabinete. 153 de los miembros del parlamento presentes votaron a favor de la moción, 80 votaron en contra y 2 se abstuvieron y de esta forma terminando con el mandato de Ahmed como primer ministro de Somalia. El 17 de diciembre de 2014, el presidente Mohamud nombró a Omar Abdirashid Ali Shermarke como el nuevo primer ministro.  El 24 de diciembre, la legislatura nacional aprobó la nominación. De los 224 miembros del parlament presentes en la sesión plenaria, 218 votaron a favor del nombramiento, ninguno rechazó se abstuvo al nombramiento y seis dejaron el recinto. El 12 de enero de 2015, Sharmarke anunció su nuevo gabinete, el cual consistía de 26 ministros, 25 diputados del ministerio y 8 ministros de estado. Se mantuvieron muchos ministros de la administración de Ahmed. Sharmarke indicó que seleccionó el nuevo Consejo de Ministros después de muchas consultorías con empresarios, con el propósito de equilibrar el interés público con los procesos gubernamentales y las prioridades administrativas. El 17 de enero de 2015, el primer ministro Sharmarke disolvió su recién nombrado gabinete debido a la oposición de los legisladores, quienes rechazaron la re-considración de exministros. Con la petición de Sharmarke, el Parlamento Federal le concedió una extensión en el tiempo para la selección de un Nuevo Consejo de Ministros.  El 27 de enero de 2015, Sharmarke nombró un pequeño gabinete de 20 ministros.  El 6 de febrero, Sharmarke terminó con su gabinete, que consist de 26 ministros, 14 ministros de estado y 26 ministros diputados.  Los legisladores federales aprobaron el nuevo Consejo de Ministros el 9 de febrero, con 191 votos a favor, 22 en contra y cero abstenciones.
El 11 de febrero de 2015, el Parlamento Federal durante su quinta sesión aprobó las Comisiones Electorates Nacionales Independientes. 113 miembros del parlamento votaron a favor, 21 en contra, y 10 abstenciones. Por ahora se espera que el presidente ratifique y firme esta ley.

## Poder legislativo
El Parlamento Federal de Somalia es el parlamento nacional de Somalia. Se formó en agosto de 2012, y decide en la capital Mogadishuy es bicameral, consiste de una cámara baja y una cámara alta.

## Divisiones administrativas
Somalia está dividida en dieciocho regiones (gobollada en plural ; gobol en singular), las cuales se sub-dividen en distritos. Las regiones son:
1. Lower Juba 2. Middle Juba 3.Gego 4. Bay 5. Bakool 6. Lower Shebelle 7. Banaadir 8. Middle Shebelle 9. Hiran 10. Galguduud 11. Mudug 12. Nugaal 13. Bari 14. Sool, 15. Sanaag 16. Togdheer 17. Woqooyi Galbeed 18. Awdal

## Participación en Organizaciones Internacionales
Somalia es miembro de:
- Estados de África, del Caribe y del Pacífico
- Banco para el Desarrollo Africano
- El Fondo Árabe para el Desarrollo Social y Económico
- Liga Árabe
- Fondo Monetario Árabe
- Consejo de la Unidad Económica Árabe
- Comisión Económica de las Naciones Unidas para África
- La Organización de las Naciones Unidas para la Alimentación y la Agricultura FAO
- El Grupo de los 77
- El Banco internacional para la Reconstrucción y el Desarrollo
- Organización Internacional de Aviación Civil
- Cruz Roja Internacional
- Asociación Internacional para el Desarrollo
- Banco para el Desarrollo Islámico
- Fondo Internacional para el Desarrollo de la Agricultura
- Corporación Internacional Financiera
- Autoridad Inter-gubernamental de Desarrollo
- Organización Internacional del Trabajo
- Fondo Monetario Internacional FMI
- Organización Internacional Marítima
- Organización Internacional de la Policía Criminal
- Comité Olímpico Internacional COI
- Organización Internacional para la Migración ;(observador)
- Unión Internacional de Telecomunicaciones
- Organización para la Unión Africana
- Organización para la Cooperación Islámica
- Organización de las Naciones Unidas ONU
- La Conferencia de las Naciones Unidas para el Comercio y el Desarrollo
- Organización de las Naciones Unidas para la Educación, la Ciencia y la Cultura UNESCO
- La Alta Comisión de las Naciones unidas para los Refugiados
- Organización de las Naciones Unidas para el Desarrollo Industrial
- Unión Internacional de Servicio Postal
- Unión Mundial de Comercio
- Organización Mundial de la Salud OMS
- Organización Mundial de Propiedad Intelectual
- Organización Mundial de Meteorología
- Organización Mundial de Comercio (observador).